# 太鲁阁鹅耳枥
（學名：Carpinus hebestroma），是桦木科鹅耳枥属的物種，为臺灣特有植物，目前尚未由人工引种栽培。